# Mai Yamamoto
Mai Yamamoto, född 23 oktober 1999, är en japansk basketspelare. 
Yamamoto deltog vid olympiska sommarspelen 2020 och var en del av Japans lag som blev utslagna i kvartsfinalen i tremannabasket.